# Teodora Hazarska
Teodora Hazarska je bila sestra hazarskega kagana Ibuzirja Glavana in druga žena bizantinskega cesarja Justinijana II., * ni znano, † ni znano.

## Poroka
Bizantinskega cesarja Justinijana II. je leta 695 z državnim udarom odstavil general Leontij in ga pregnal v Herson na polotoku Krimu. Justinijan je po sedmih letih izgnanstva začel kovati načrte za svojo vrnitev na bizantinski prestol in zbirati pomagače. Hersonske oblasti, odgovorne zanj, so ga zato leta 702 nameravale aretirati in poslati nazaj v Konstantinopel.  Justinijanu je uspelo s pomočjo hazarskega kagana Ibuzirja pobegniti v Hazarijo,  kjer so ga prisrčno sprejeli. Leta 703 se je poročil s kaganovo sestro, katere pravo ime ni znano. Žena je prestopila v kalcedonsko krščansko vero in se, verjetno po zgledu na ženo Justinijana I., preimenovala v Teodoro. Ibuzir je zakoncema zagotovil vir dohodkov in hišo v Fanagoniji na prehodu iz Črnega v Azovsko morje.
Ko je cesar Tiberij III. izvedel za Justinijanovo poroko, se je zavedel nevarnosti novega zavezništva in je podkupil Ibuzirja, da Justinijana ubije. Kronist Teofan Spovednik o tem piše, da je Ibuzir  okrog leta 704 nad svojega svaka poslal fanagorskega tuduna Balcigina in kerškega tuduna Papacisa. Teodora je preko podkupljenih sužnjev izvedela za zaroto. Justinijan je oba moža zadavil in z ribiško ladjo pobegnil v Herson. Teodoro je pustil v ujetništvu njenega brata. V času, ko je bil Justinijan na begu, se jima je rodil edini poznani sin Tiberij.

## Cesarica
Justinijan je leta 705 sklenil zavezništvo z bolgarskim kanom Tervelom in z vojsko 15.000 Tervelovih konjenikov odjezdil pred Konstantinopel. Justinijanovim pristašem je po opuščenem vodovodnem kanalu uspelo priti v mesto in prevzeti oblast. Teodora je bila medtem še vedno v ujetništvu svojega brata. 
V Teofanovi kroniki in v kroniki Chronographikon syntomon ekumenskega patriarha Nikiforja I. Konstantinopelskega piše, da je Justinjan nameraval priti do svoje žene s silo. Leta 705 ali 706 je v Azovsko morje poslal oddelek bizantinske mornarice z nalogo, da Teodoro osvobodi in jo pripelje v Konstantinopel. Njegove ladje je po poti zajel vihar, tako da so se potopile še preden so prišle do cilja. Ibuzir mu je zatem sporočil, da je vojna nepotrebna in bil pripravljen izročiti Teodoro in njunega sina Tiberija. Justinijan je ponju poslal svojega kubikularija Teofilaka in njuna vrnitev je potekala brez zapletov. Po prihodu v Konstantinopel je Justinijan Teodoro kronal za  Avgusto, sina Tiberija pa za socesarja in mu s tem zagotovil pravico do nasledstva.

## Odstavitev
Justinijan je med svojim drugim vladanjem neusmiljeno obračunaval s pristaši svojih predhodnikov Leontija in Tiberija III.. Nezadovoljstvo v državi je naraščalo, dokler ni leta 711 v Hersonu izbruhnil upor, ki ga je vodil pregnani general Filipik Bardan ob podpori kagana Busirja. 
Justinijan je bil v tistem času v Armeniji, tako da se ni mogel pravočasno vrniti v Konstantinopel in obraniti svoje oblasti. Justinijana so aretirali in ga decembra 711 pred mestnim obzidjem usmrtili. Njegovo glavo so kot trofejo poslali  novemu cesarju Bardanu. Ko je Justinijanova mati Anastazija izvedela za njegovo smrt, je s šestletnim socesarjem Tiberijem zbežala v Blaherne in se zatekla v cerkev sv. Marije. Filipikovi privrženci so ju izsledili, malega Tiberija pred cerkvijo usmrtili in s tem izkoreninili Heraklijevo dinastijo.
Kaj se je v tem času dogajalo s Teodoro ni jasno. Teofan in Nikefor o tem ne poročata,  kronist Ivan Zonara pa trdi, da so jo umorili. Zonara je o teh dogodkih pisal štiri stoletja kasneje, zato so njegove trditve vprašljive. V nasprotju z drugimi cesaricami se za Teodoro ne omenja niti kdaj in kako je umrla niti kje je pokopana. 

## Otroci
Teodora in Justinijan sta imela samo enega znanega otroka
- Tiberija (okrog 705 – 711), ki je bil na ukaz  cesarja Filipika Bardana usmrčen.